# 31985 Andrewryan
31985 Andrewryan è un asteroide della fascia principale. Scoperto nel 2000, presenta un'orbita caratterizzata da un semiasse maggiore pari a 2,4023995 au e da un'eccentricità di 0,1838593, inclinata di 3,41087° rispetto all'eclittica.